# یوهانا کوبو

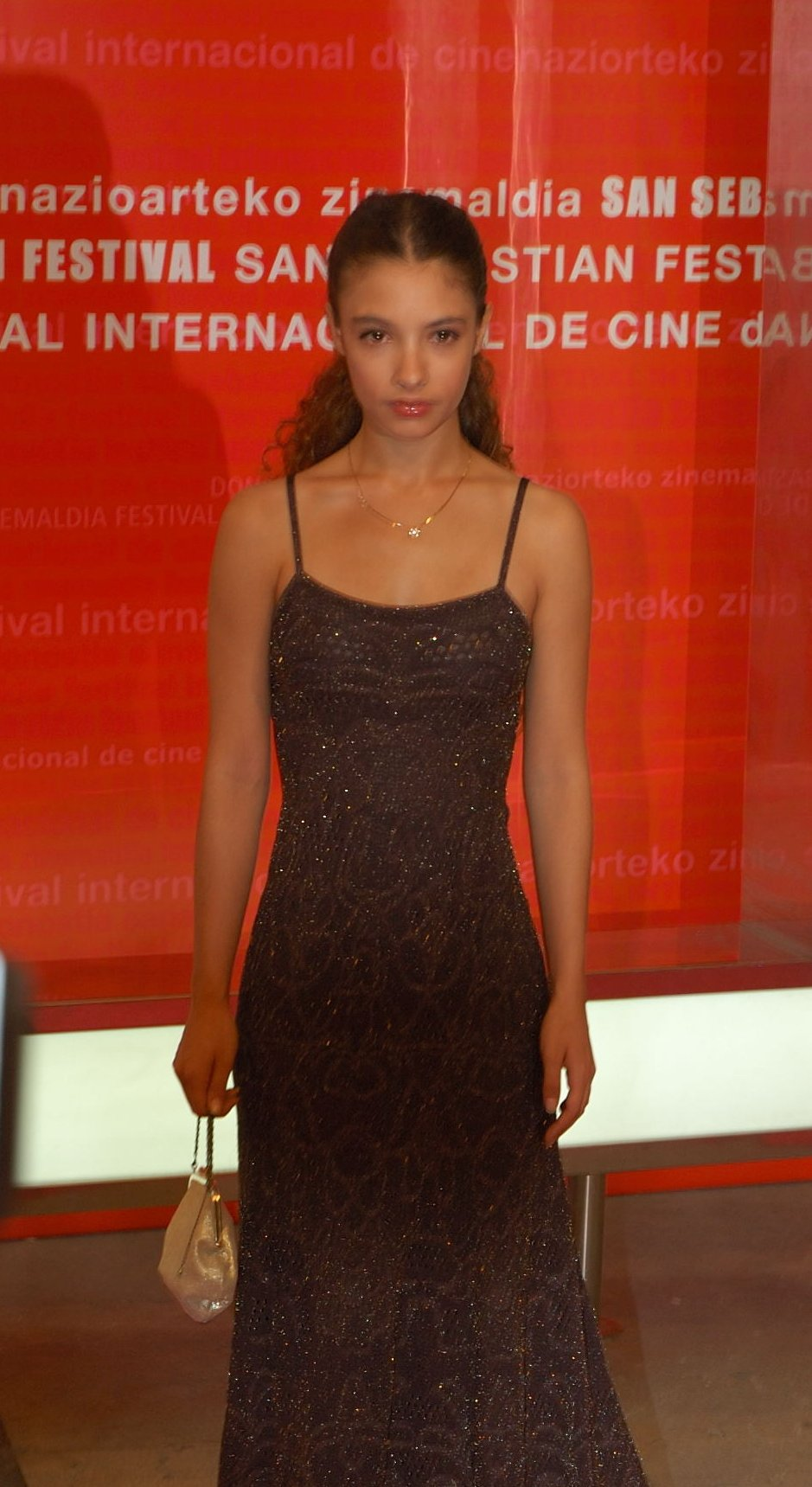

یوهانا کوبو (اسپانیایی: Yohana Cobo‎؛ زادهٔ ۱۲ ژانویهٔ ۱۹۸۵) یک هنرپیشه اهل اسپانیا است. وی از سال ۱۹۹۳ میلادی تاکنون مشغول فعالیت بوده‌است.

## گزیده فیلمشناسی
از فیلم‌ها یا برنامه‌های تلویزیونی که وی در آن نقش داشته است می‌توان به بازگشت اشاره کرد.

## جوایز
کوبو در سال ۲۰۰۶ برنده جایزه بهترین بازیگر زن جشنواره فیلم کن شده است.